# Hohenbergia andina
Hohenbergia andina är en gräsväxtart som beskrevs av Julio Betancur. Hohenbergia andina ingår i släktet Hohenbergia och familjen Bromeliaceae.
Artens utbredningsområde är Colombia. Inga underarter finns listade i Catalogue of Life.